# As Pequenas Coisas da Vida
As Pequenas Coisas da Vida (em inglês:  Tiny Beautiful Things) é uma minissérie da televisão americana que estreou no Hulu em 7 de abril de 2023. É baseada no livro Pequenas delicadezas, Cheryl Strayed. Foi adaptado por Liz Tigelaar e produzido pela Best Day Ever Productions, Simpson Street, Hello Sunshine e ABC Signature.

## Sinopse
A série é centrada em Clare (Kathryn Hahn), uma escritora que relutantemente se torna uma popular colunista de conselhos durante um período de turbulência em sua vida.

## Elenco
- Kathryn Hahn como Clare Pierce
  - Sarah Pidgeon como Clare mais jovem
- Quentin Plair como Danny Kincade, marido de Clare
- Tanzyn Crawford como Rae Kincade, filha de Clare e Danny
- Merritt Wever como Frankie, falecida mãe de Clare
- Owen Painter como Lucas, irmão mais novo de Clare
- Michaela Watkins como Amy, amiga de Clare
- Tijuana Ricks como Mel Green, terapeuta de casais de Clare e Danny
- Johnny Berchtold como Jess, primeiro marido de Clare
- Aneasa Yacoub como Montana, amiga de Rae
- Elizabeth Hinkler como Shan Richards, recepcionista da casa de repouso
- Julien Marlon Samani como Zach Charles

## Episódios
| N.º | Título            | Dirigido por      | Escrito por   | Lançamento         |
| --- | ----------------- | ----------------- | ------------- | ------------------ |
| 1   | "Pilot"           | Rachel Goldenberg | Liz Tigelaar  | 7 de abril de 2023 |
| 2   | "Yours Sugar"     | Rachel Goldenberg | Nancy Won     | 7 de abril de 2023 |
| 3   | "The Ghost Ship"  | Desiree Akhavan   | Ellen Fairey  | 7 de abril de 2023 |
| 4   | "Under the Stars" | Desiree Akhavan   | Jocelyn Bioh  | 7 de abril de 2023 |
| 5   | "The Nose"        | Stacie Passon     | Des Moran     | 7 de abril de 2023 |
| 6   | "Broken Things"   | Stacie Passon     | Naomi Iwamoto | 7 de abril de 2023 |
| 7   | "Go"              | Desiree Akhavan   | Deirdre Shaw  | 7 de abril de 2023 |
| 8   | "Love"            | Desiree Akhavan   | Kaitlyn Fahey | 7 de abril de 2023 |

## Produção
Cheryl Strayed discutiu a adaptação de seu romance Tiny Beautiful Things com Laura Dern e Reese Witherspoon enquanto trabalhavam juntas na produção do filme Livre de 2014, adaptado das memórias de Strayed.
Liz Tigelaar atua como criadora e escritora da série no projeto produzido pela ABC Signature e Hello Sunshine. Tigelaar também é produtora executiva, ao lado de Witherspoon, Dern, Lauren Neustadter, Stacey Silverman, Jayme Lemons, Cheryl Strayed e Kathryn Hahn.
Foi revelado que Hahn faria o papel de Clare quando a série foi anunciada para o Hulu em junho de 2022. Em agosto de 2022, Sarah Pidgeon e Tanzyn Crawford foram adicionados ao elenco.

## Lançamento
A série foi lançada no Hulu em 7 de abril de 2023. Também estreou no Star+ na América Latina e no Disney+ em territórios internacionais no mesmo dia. A série estreou no Disney+ Hotstar na Índia em 9 de abril de 2023.

## Recepção
O site agregador de críticas Rotten Tomatoes relatou um índice de aprovação de 86% com uma classificação média de 7.6/10, com base em 21 críticas. O consenso dos críticos do site diz: "Tiny Beautiful Things está repleta de escolhas narrativas complicadas, mas a performance comovente de Kathryn Hahn é uma grande vantagem que mantém esta adaptação firmemente atraente." O Metacritic, que usa uma média ponderada, atribuiu uma pontuação de 78 de 100 com base em 11 críticos, indicando "críticas geralmente favoráveis".